# Jocelyne Lamoureux
Jocelyne Nicole Lamoureux (Grand Forks, 3 juli 1989) is een Amerikaans voormalig ijshockeyster. Haar tweelingzus Monique scoorde in februari 2018 de gelijkmaker in de finale van de Olympische Winterspelen in Pyeongchang, terwijl zijzelf de winnende shootoutgoal maakte waarmee de twee met hun teammaten olympisch kampioen werden. De zussen Lamoureux bemachtigden met het Amerikaanse team ook de zilveren medaille op zowel de Olympische Winterspelen in Vancouver (2010) als die in Sotsji (2014).

## Biografie
Jocelyne Lamoureux komt uit een familie waarin ijshockey centraal stond. Niet alleen zij en haar tweelingzus Monique waren actief als ijshockeyer, ook hun vier broers Jean-Philippe, Jacques, Pierre-Paul en Mario schaatsten bij grote ijshockeyclubs. Hun vader was op zijn beurt reservegoalie in een ijshockeyteam op de universiteit, hun moeder was marathonloper.
De zussen speelden beiden op 12-jarige leeftijd in het Peewee A Boys-team, waardoor ze aan het staatskampioenschap van North Dakota mochten meedoen. Na afloop kregen ze een studiebeurs voor de Shattuck-Saint Mary's in Minnesota. De twee hielpen de school drie staatstitels te winnen, in 2005, 2006 en 2007. De Lamoureux-zussen gingen vervolgens in het seizoen 2008/09 spelen voor de Minnesota Golden Gophers van de Universiteit van Minnesota. Jocelyne was al snel een van de topscorers van het team.
In 2009 verhuisden Monique en Jocelyne Lamoureux terug naar hun geboortestaat North Dakota om uit te komen voor de North Dakota Fighting Hawks van de Universiteit van North Dakota. Met het Amerikaanse team won ze zes keer goud (2009, 2011, 2013, 2015-2017) en één keer zilver (2012) op het WK. Tevens nam ze met haar zus drie keer deel aan de Olympische Winterspelen: in 2010 en 2014 wonnen ze olympisch zilver, in 2018 olympisch goud.
Jocelyne en Monique Lamoureux beëindigden beiden in februari 2021 hun sportieve carrière.

## Privé
Lamoureux is sinds juni 2014 getrouwd en is moeder van één zoon.
1998:  Verenigde Staten · 
2002:  Canada · 
2006:  Canada · 
2010:  Canada · 
2014:  Canada · 
2018:  Verenigde Staten · 
2022:  Canada